# Arctomecon californica
Arctomecon californica ist eine Pflanzenart aus der Gattung Arctomecon innerhalb der Familie der Mohngewächse (Papaveraceae). bringt sie Blüten hervor. Sie gedeiht ausschließlich in gipshaltigem Boden und ist nur von einigen Populationen in Nevada und Arizona bekannt.

## Beschreibung

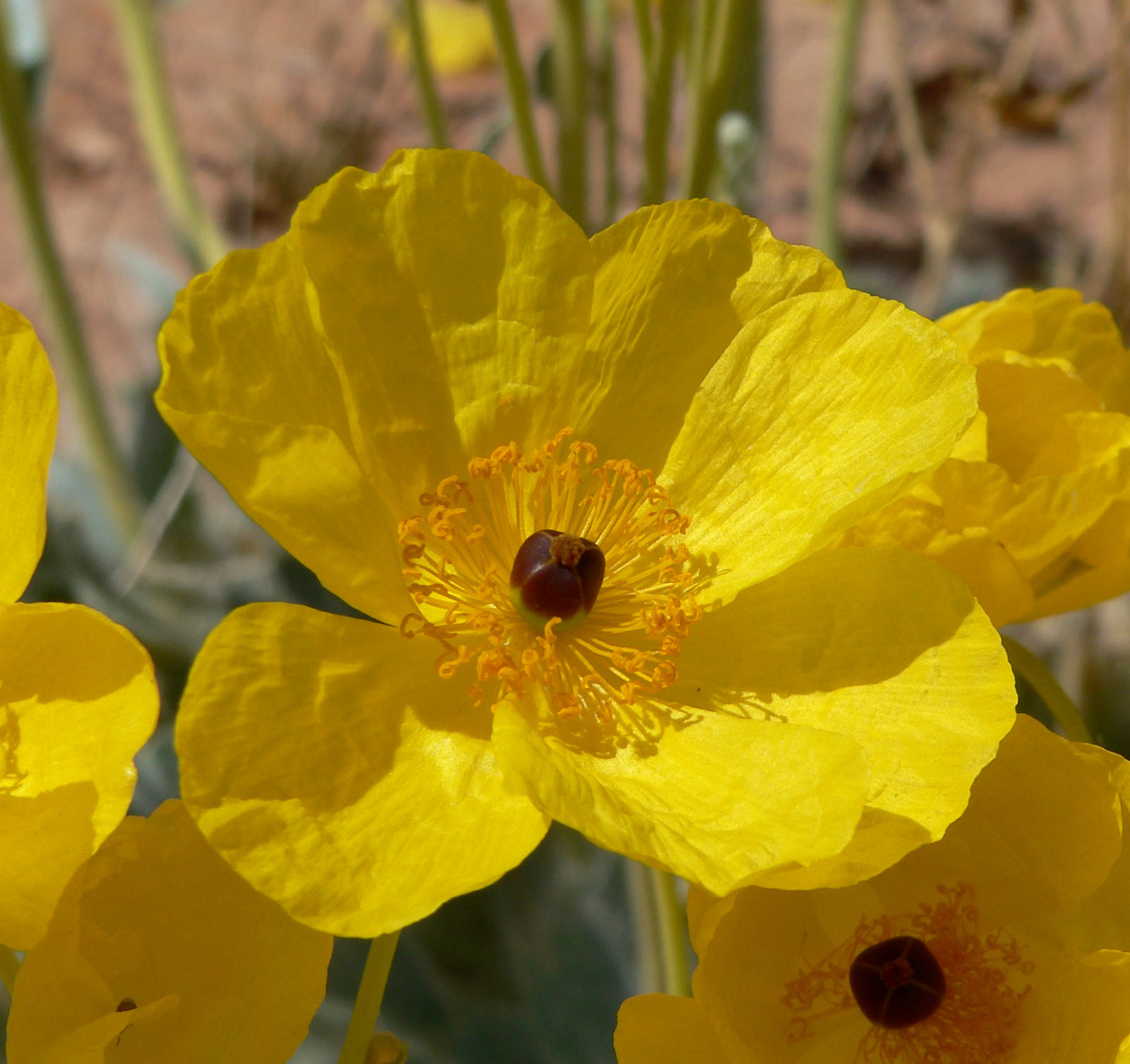
Blüte

### Vegetative Merkmale
Arctomecon californica ist eine kurzlebige ausdauernde krautige Pflanze, die Wuchshöhen von 20 bis 30 Zentimetern erreicht. Sie bildet eine Pfahlwurzel.
Die Laubblätter stehen in einer grundständigen Rosette zusammen. Die blaugrünen, dicht lang, weiß Haaren behaarten Blattspreiten sind 3 bis 20 Zentimeter lang, am vorderen Ende am breitesten (bis 5 Zentimeter), vorne drei- bis siebenlappig. Die Blattlappen enden in einem Stachel.

### Generative Merkmale
Die Blütezeit dauert im Frühling von Ende März bis Ende Mai. Der aufrechte Blütenstandsschaft ist bis 60 Zentimeter hoch, ist im unteren Bereich rau behaart, oben glatt und trägt nur wenige kleine laubblattähnliche Hochblätter. Der schirmförmige zymöse Blütenstand fasst drei bis 20 Blüten zusammen.
Die hellgelben, schnell welkenden Blüten sind zwittrig und radiärsymmetrisch. Die zwei bis drei Kelchblätter sind 8 bis 15 Millimeter lang und glatt oder spärlich behaart. Die meist sechs, selten vier bis acht, Kronblätter sind leuchtend gelb und mit einer Länge von 1,5 bis 3,2 Zentimeter Länge nur wenig länger als breit. Es sind zahlreiche Staubblätter vorhanden. Die Staubbeutel sind 2 bis 3 Millimeter lang. Vier oder fünf Fruchtblätter sind zu einem Fruchtknoten verwachsen. Die Staubblätter enden auf gleicher Höhe wie die Narbe oder überragen sie nur wenig.
Die Früchte reifen von Mai bis Juni. Die Kapselfrucht ist bei einer Länge von 1,2 bis 2,5 Zentimetern und einem Durchmesser von 0,7 bis 1 Zentimetern oval und enthält gut 100 Samen. Die Kapselfrucht öffnet sich mit vier bis fünf Längsschlitzen, die höchstens über ein Viertel der Fruchtlänge reichen. Die glänzend schwarzen Samen weisen eine Länge von 2,5 bis 3 Millimeter und einen Durchmesser von etwa 1,2 Millimeter auf; sie besitzen einen deutlichen Arillus.
Die Chromosomenzahl beträgt 2n = 24.

## Vorkommen
Arctomecon californica kommt in meist kleinen Populationen in den US-Bundesstaaten Nevada, Arizona und Utah vor. Dabei sind etwa 100 Populationen im Clark County in Nevada bekannt und acht in Arizona. Die Population am Lake Mead in Arizona enthält mit mindestens 250.000 Individuen etwa ein Viertel der Gesamtpopulation. Vier Populationen am Grand Canyon weichen morphologisch und in ihren Ansprüchen an den Boden ab und könnten ein separates Taxon darstellen. In Utah existiert nur eine Population, die durch Aussaat etabliert wurde.
Das Klima im Verbreitungsgebiet von Arctomecon californica ist durch geringe, im Winter fallende Niederschläge gekennzeichnet. Im Jahresdurchschnitt fallen etwa 100 Millimeter Niederschlag, es gibt aber von Jahr zu Jahr starke Schwankungen und immer wieder jahrelange Dürreperioden. Die Böden, auf denen Arctomecon californica wächst, zeichnen sich durch einen hohen Gipsgehalt von 36 bis 69 % aus.

## Taxonomie
Die Erstbeschreibung von Arctomecon californica erfolgte 1845 durch John Torrey und John Charles Frémont in Frémont: Report of the Exploring Expedition to the Rocky Mountains and to Oregon and North California, Volume 2, S. 312, Tafel 2.